# Werner & Mertz
Werner & Mertz GmbH es una empresa familiar mediana que fabrica productos de limpieza y cuidado y tiene su sede en Maguncia. La empresa se remonta a la fábrica de cera Gebrüder Werner, fundada en 1867. Werner & Mertz lleva desde 1901 vendiendo crema para el calzado con la marca Erdal. Después de la Segunda Guerra Mundial se amplió la oferta con productos de limpieza domésticos. La marca con un mayor volumen de ventas es Frosch, que ofrece productos de limpieza domésticos ecológicos desde 1986. Con sus marcas (además de Frosch, Erdal, tana professional, green care professional, Rorax, Emsal y Bionicdry), Werner & Mertz se posiciona en el mercado como empresa sostenible y comprometida con el medio ambiente. El propietario, Reinhard Schneider, recibió en 2019 el premio Deutscher Umweltpreis por su labor en la protección del medio ambiente.

## Historia

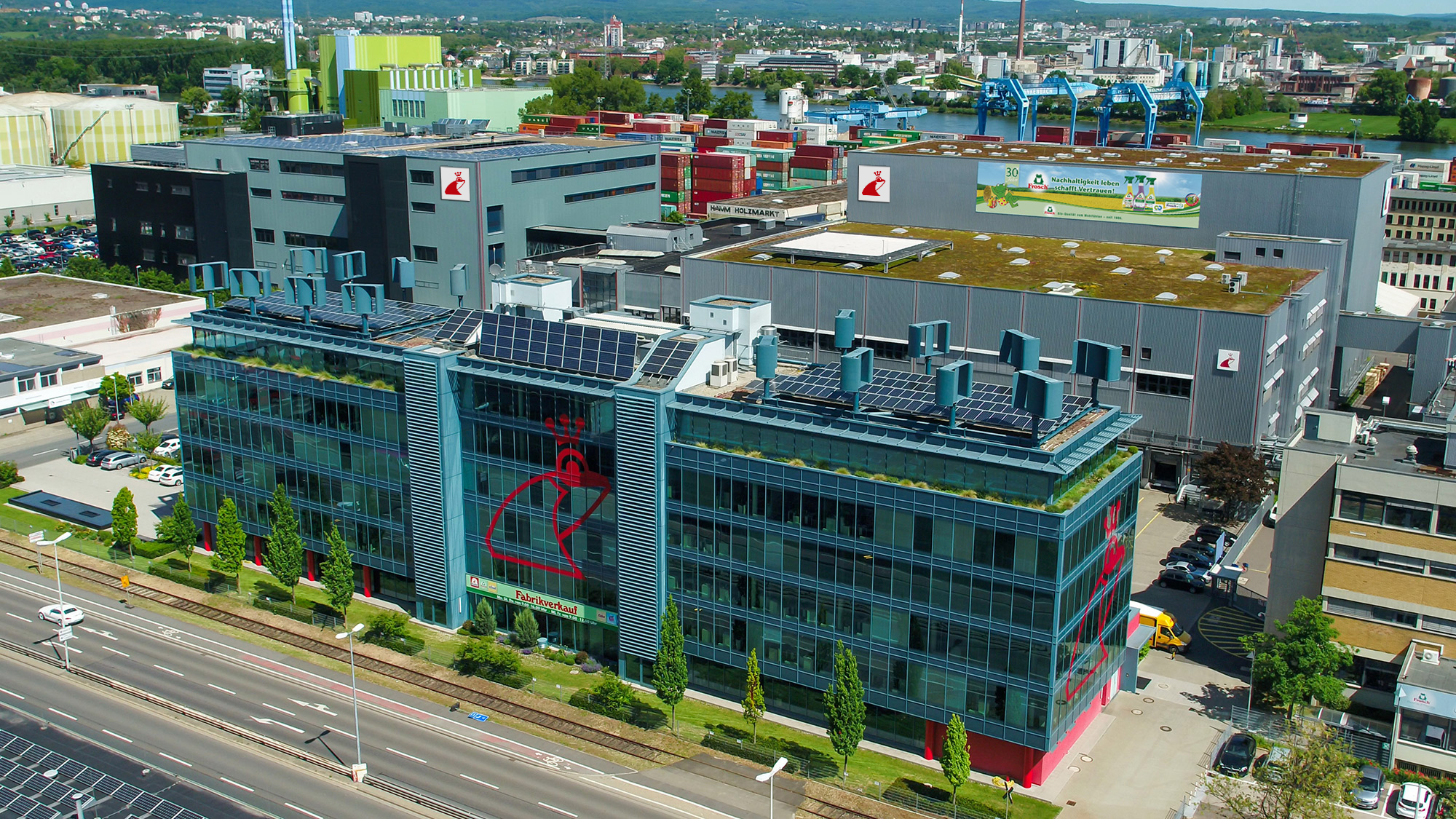
Vista aérea de las instalaciones de Werner & Mertz en Maguncia (2020)

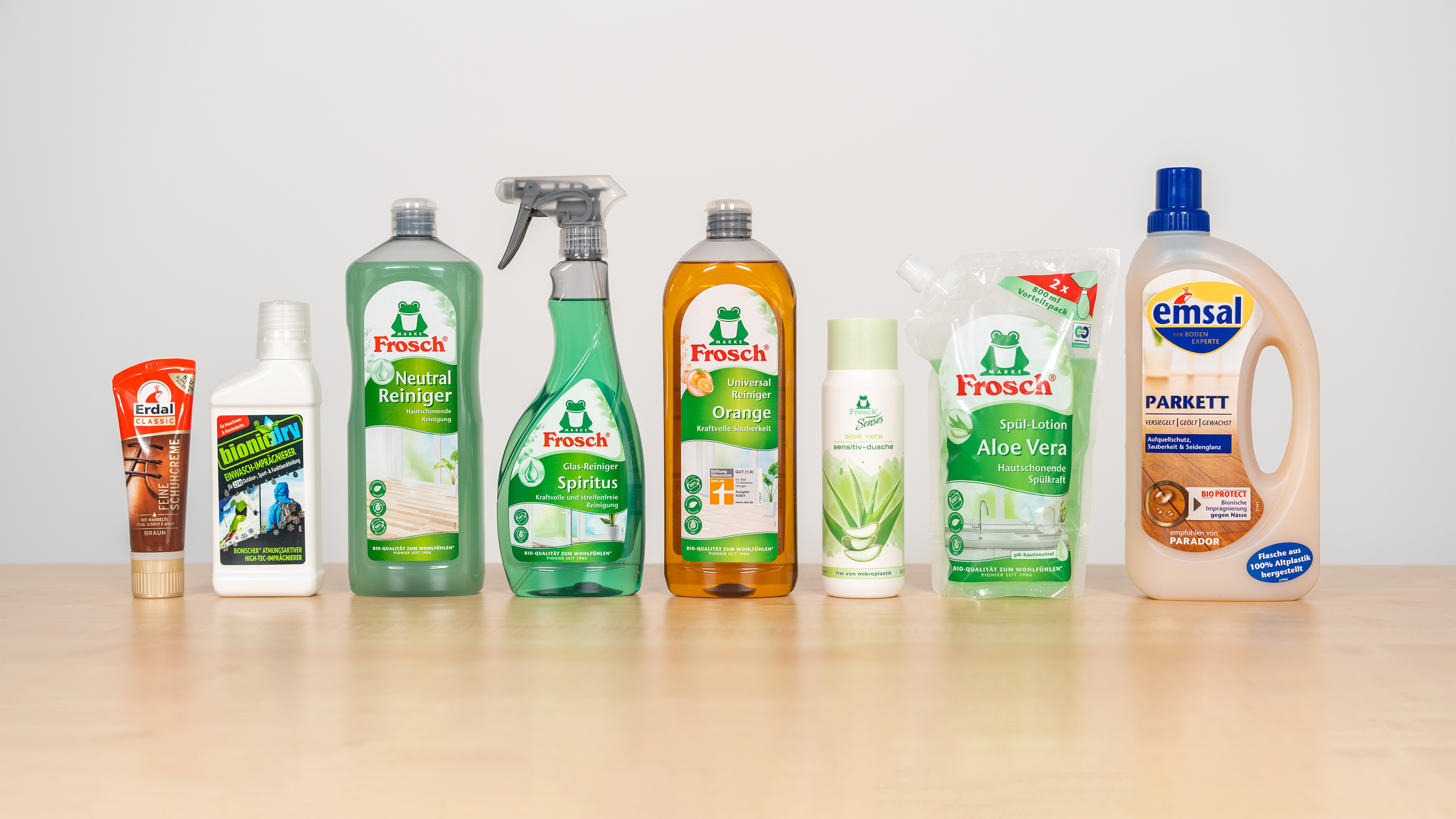
Una selección ejemplar de diferentes productos de Werner & Mertz

#### Fundación, sucursales y dirección de la empresa
La empresa fue fundada en 1867 por los hermanos Friedrich Christoph Werner y Georg Werner en Maguncia como fábrica de cera y se llamaba Gebrüder Werner. Con la llegada del segundo epónimo, Georg Mertz, la fábrica pasó a llamarse Werner & Mertz, su nombre actual, en 1878. Mertz falleció en 1887, con lo cual su cuñado Philipp Adam Schneider se unió a los hermanos Werner en la dirección de la empresa, que sigue estando en manos de su descendencia en la actualidad.
Tras la muerte de Philipp Adam Schneider el 10 de agosto de 1901, su hijo Rudolf se hizo cargo de la dirección a la edad de 19 años. A partir de 1903, dirigió la empresa junto con su hermano, Hermann Schneider.
En 1908, un gran incendio destruyó los edificios de la fábrica y residenciales de la calle Erthalstraße y, en otoño, la empresa se instaló en el nuevo edificio de la fábrica en Ingelheimer Aue. Tras un incendio en 1917, en verano de 1918 se continuó la producción en la nueva fábrica, en el mismo lugar. Junto a este nuevo edificio se erigió también la escultura Froschturm, que hoy en día sigue siendo un símbolo de Erdal en Maguncia. En 1944, un gran ataque aéreo de los bombarderos aliados destruyó el 80 por ciento del edificio de la empresa, aunque la escultura Froschturm quedó intacta. El 3 de mayo de 1946, Radio Frankfurt anunció que la «fábrica mundialmente famosa Erdal» retomaba la producción.
La sucursal de Hallein, Austria, inició la producción en 1954. Ese mismo año, Rudolf Schneider cesó del cargo de director y en 1962, Hermann Schneider cedió la dirección de la empresa a su hijo Helmut. La mayor inversión en la historia de la empresa hasta el momento había sido la construcción de un centro de logística moderno en 1996, con un almacén de estanterías altas totalmente automatizado, en Maguncia. De los tres hijos de Helmut Schneider, Reinhard finalmente asumió la dirección de la empresa en el año 2000, en la quinta generación. En septiembre de 2010, la administración central se trasladó a un «edificio eficiente Plus» en la Rheinallee de Maguncia. En 2019 se inauguró el nuevo centro de producción «L8» en Maguncia. Con una inversión de 30 millones de euros, según los datos de la empresa, esta es la mayor inversión única de la historia de la empresa.

#### Crema para calzado Erdal
Basándose en su experiencia en el procesamiento de la cera, la empresa desarrolló una nueva crema para calzado con base de cera en 1901. Los tintes y abrillantadores para calzado que había disponibles hasta entonces, compuestos por azufre, negro de carbón, jarabe, melaza y agua, destruían el cuero, se adherían menos al calzado y ensuciaban la ropa. Werner & Mertz comercializó la crema para calzado basándose en la dirección de la calle Erthalstraße con la marca Erdaly, por primera vez, introdujo la reina rana como símbolo de la marca en 1903.
Entre 1912 y 1939, la empresa creció continuamente gracias a los nuevos productos de cuidado del calzado, la ampliación de la distribución y la logística, así como la publicidad y la promoción de las ventas. En 1921, Erdal era el producto de cuidado de calzado más vendido en Alemania. En aquel entonces, la empresa contaba con unos 1200 trabajadores activos. En 1928, adquirió la empresa berlinesa Urban & Lemm, que fabricaba el exitoso producto de limpieza de calzado Urbin. En 1939, el número de trabajadores se situó en 1800.

#### Ampliación de la gama de productos
Después de la Segunda Guerra Mundial, particularmente en la década de 1950, Werner & Mertz amplió su oferta de productos de limpieza domésticos, especialmente para baños y alfombras. En 1971, con la fundación de Tana Chemie GmbH, se añadió un proveedor de productos de limpieza para grandes consumidores, como restaurantes, hospitales, plantas industriales y oficinas.
En 1986, la empresa lanzó el primer producto de limpieza doméstico sin fosfatos con la marca Frosch. Con esta marca de carácter ecológico se comercializan unos 80 productos (datos de julio de 2020).
Desde 1996, la gama de productos de cuidado de calzado Erdal está exenta de disolventes y desde 2009, los productos emsal contienen ingredientes con base natural. En 2008, la facturación anual de la empresa era de 284 millones de euros, en 2012, de 305 millones, y en 2015, de 340 millones.

## Posicionamiento e imagen exterior
Desde el lanzamiento de Frosch, Werner & Mertz se posiciona como empresa sostenible y renuncia, como se mencionaba antes, al uso de ingredientes nocivos en los productos que desarrolla. La marca green care PROFESSIONAL, dirigida a usuarios profesionales, también es una alternativa ecológica en su segmento. El propietario, Reinhard Schneider, impuso este desarrollo desde que asumió el cargo en el año 2000. Bajo su dirección, se introdujo una gestión medioambiental y sostenible y, desde 2003, las plantas de producción están certificadas conforme al Reglamento Comunitario de Ecogestión y Ecoauditoría (EMAS) de la Unión Europea. Los nuevos edificios de la empresa para la administración central y el nuevo centro de producción L8, entre otros, se planificaron y construyeron bajo puntos de vista ecológicos y sostenibles. La empresa agrupa sus iniciativas de sostenibilidad con el nombre «Initiative Frosch».
En 2008 se empezó a utilizar plástico reciclado en la producción y en 2012 se inició la iniciativa Recyclat oficialmente. Junto con otros colaboradores, como Grüner Punkt, la iniciativa persigue el objetivo de reutilizar más plástico de los residuos domésticos. La iniciativa promueve un mayor índice de reciclaje en el público general y la política para proteger el clima y los mares. Además, en el marco de la iniciativa Recyclat, la empresa recibe asesoramiento de la organización Naturschutzbund Deutschland.
Desde 2010, los envases están compuestos por un 80 % de plástico reciclado, inicialmente de botellas de plástico principalmente.
Actualmente, todos los botes de productos de limpieza de la marca Frosch están fabricadas con materiales 100 % reutilizables. En 2019, Werner & Mertz lanzó al mercado el primer bote de gel de ducha compuesto íntegramente por plástico reciclado del saco amarillo.
El reciclaje de plásticos es un nicho de negocio, ya que, en comparación con la fabricación de plástico a partir de petróleo, es más costoso. Sin embargo, la empresa fue una de las pocas que se aferraron al uso de plástico reciclado en 2020, cuando cayeron los precios del petróleo. El director general, Reinhard Schneider, fomenta un mayor compromiso de la economía en la protección del clima y el medio ambiente en artículos (por ejemplo, en la revista Wirtschaftswoche) y entrevistas (como en la ZDF).

## Percepción pública
La percepción pública está dominada por el perfil ecológico, sobre todo con la marca de productos de limpieza Frosch (ver artículo principal Frosch (marca)#Trayectoria ecológica). Por ejemplo, Deutsche Standards – Marken des Jahrhunderts Zeitverlag ve en la marca Frosch un «pionero de la sostenibilidad» y considera que ha marcado el sector. A lo largo de su historia, la empresa ha obtenido diferentes premios por sus acciones, sobre todo medioambientales desde la primera década del 2000. [cita requerida]El edificio nuevo de la administración central obtuvo primero el premio medioambiental del estado de Renania-Palatinado y, más tarde, un certificado LEED del más alto nivel (platino) para edificios sostenibles.[cita requerida] En 2019, el propietario Reinhard Schneider fue galardonado con el premio Deutscher Umweltpreis.

#### Premios y certificados
- 23 de octubre de 1967: moneda conmemorativa de la ciudad de Maguncia «por la lealtad de la empresa a la ciudad de Maguncia»

- 1986: premio medioambiental de la ciudad de Hallein a la sucursal austriaca

- 1991: entrega del escudo nacional austriaco a la sucursal austriaca y reconocimiento de la importancia de la empresa para el estado de Salzburgo y la ciudad de Hallein

- 2002: Werner & Mertz introduce el sistema de gestión medioambiental según la norma DIN EN ISO 14001 y obtiene el certificado EMAS II.[21]

- 2010: premio medioambiental del estado de Renania-Palatinado[22]

- 2012: LEED platino por la administración central en la Rheinallee[23][24][25]

- 2014: premio ECR Award a la iniciativa Recyclat[26][27]

- 2014: premio de embalaje Verpackungspreis a la iniciativa Recyclat de la empresa[28]

- 2014: premio Bundespreis Ecodesign a la iniciativa Recyclat[26][29]

- 2014: distinción Vorbildliche Arbeitgeber Rheinland-Pfalz (empleador ejemplar de Renania-Palatinado)[30][31]

- 2019: premio medioambiental Deutscher Umweltpreis al propietario de la empresa Reinhard Schneider[32]
- 2023: WorldStar Packaging Award por el cabezal pulverizador para la economía circular desarrollado conjuntamente con Berry Global[33]
- 2024: Circularity Champion Award[34]

#### Responsabilidad por productos penal: espray para cuero 1980-1988
En 1988, la empresa y sus directivos tuvieron que declarar ante el tribunal de Alemania debido a una lesión física negligente y un peligro mortal para la salud. Los directivos de la empresa fueron acusados de no retirar del mercado a tiempo uno de los espráis para cuero fabricados por Werner & Mertz y distribuidos desde 1980 por sus filiales (Erdal Rex GmbH y Solitär GmbH) ni colocar advertencias en los envases en el momento oportuno, a pesar de conocer los peligros que presentaba para la salud. En la revisión de la sentencia ante el Tribunal Federal de Justicia de Alemania se confirmó la responsabilidad de los directivos.